# 凱蘭崔爾的水晶瓶

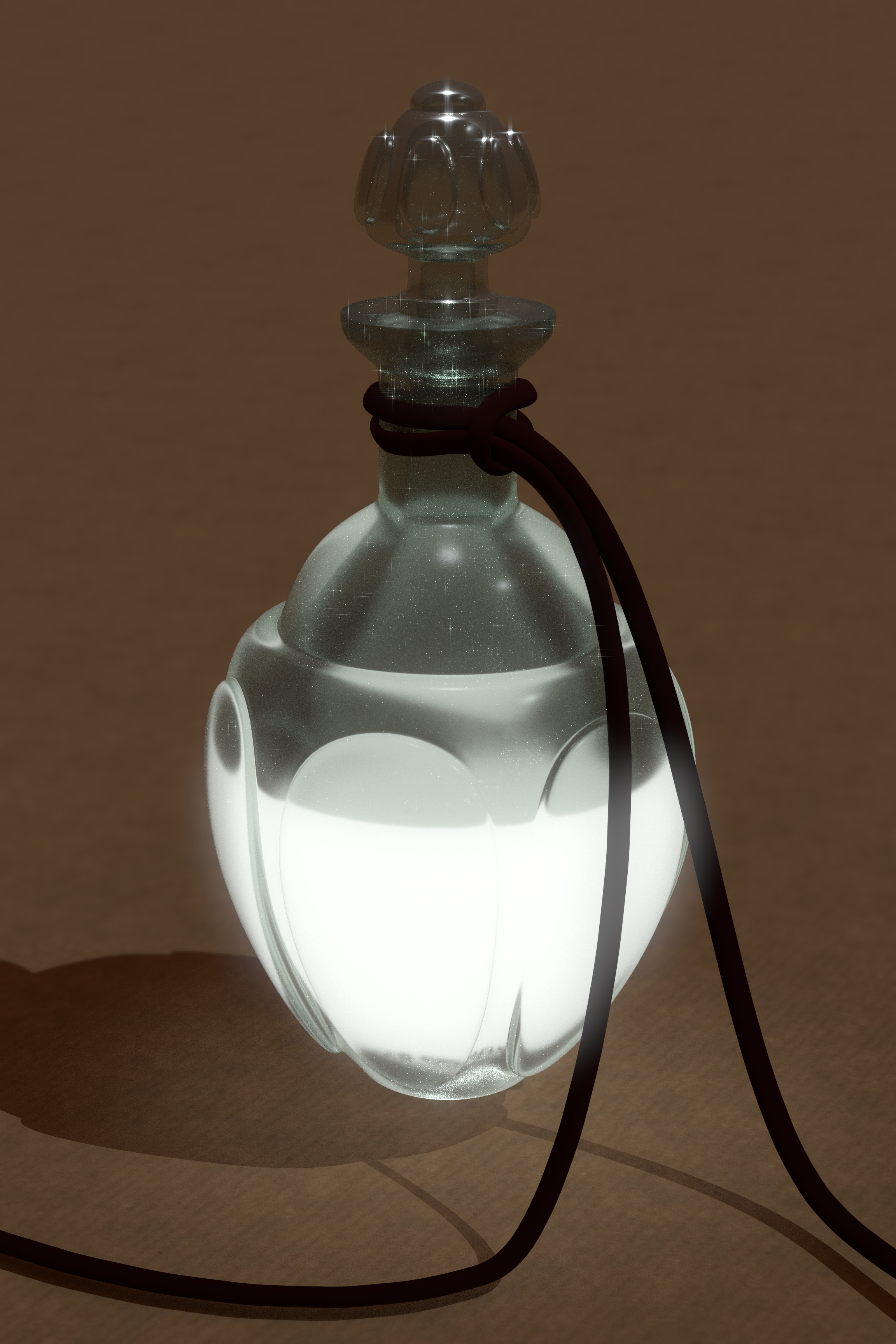
凱蘭崔爾的水晶瓶

凱蘭崔爾的水晶瓶（英語：Phial of Galadriel），又被稱為星之光（Star-glass），是托爾金奇幻小說裡的魔法製品，凱蘭崔爾女皇送給佛羅多·巴金斯的禮物，它在佛羅多前往末日火山的旅途中發揮了很大作用。

## 概述
該瓶由水晶製成，它的外觀被形容為會發出潔白的光芒。在這小小的水晶瓶中，裝滿了捕捉自埃蘭迪爾之星光芒的噴泉泉水。
當魔戒遠征隊將要離開羅斯洛立安之時，凱蘭崔爾把該水晶瓶送給哈比人佛羅多，作為他在未來旅途中當所有光明熄滅時的照明。之後於前往魔多的路程上，佛羅多與山姆兩人的確多次運用水晶瓶來克服難關。如在登上西力斯昂哥的階梯前，佛羅多就靠著握住水晶瓶而克制了戴上魔戒的慾望，因而避開了被巫王發現的危險。在屍羅的巢穴內，水晶瓶所散發出的光芒照亮了黑暗，有助於哈比人們對抗屍羅。
在魔多境內的西力斯昂哥之塔中，山姆·詹吉藉助於水晶瓶的幫助而得以通過門口的雕像守衛。然而，它還是無法與索倫的力量抗衡；在索倫國度的核心——末日火山的「火焰之廳」之內，水晶瓶的光芒變得較微弱。
在魔戒被銷毀之後，佛羅多帶著水晶瓶自灰港岸乘船離開了中土大陸。

## 相關改編
幾位托爾金插畫家約翰·豪威、安克-卡倫·伊斯曼和泰德·納史密斯均有繪製了以凱蘭崔爾的水晶瓶為主題的作品。
在由彼得·傑克森執導的《魔戒電影三部曲》中，凱蘭崔爾的水晶瓶也有出現。而在作為魔戒前傳的《哈比人：五軍之戰》中的一個場景內，水晶瓶被凱蘭崔爾用於對抗索倫，並將其驅逐出多爾哥多。
在魔戒集換式紙牌遊戲中，有凱蘭崔爾的水晶瓶的兩張牌。